# Eddy Merckx
Edouard Louis Joseph, Baron Merckx (Tielt-Winge, 1945. június 17. –) belga kerékpáros, minden idők egyik legsikeresebb országúti versenyzője.
Ötször nyerte meg a Tour de France-ot és a Giro d’Italiát. A négy legfontosabb országúti viadalon (Tour, Giro, Vuelta, világbajnokság) maradandót alkotott; rajta kívül még senki nem nyert egyszerre mind a négy viadalon. A Tour de France-on a legtöbb szakaszgyőzelmet Mark Cavendish-sel ő érte el, szám szerint 34-et. Továbbá a legtöbb szakaszon viselt sárga trikó is az ő nevéhez fűződik: (96, illetve több, mint 111 a „félszakaszokkal” együtt).

## Eredményei
| 1964 1., Országútikerékpár-világbajnokság – Amatőrök 1966 1. - Milánó–San Remo 2. - Giro di Lombardia 3. - Omloop Het Volk 1967 1., Országútikerékpár-világbajnokság - Férfi mezőnyverseny 1. - Milánó–San Remo 1. - La Flèche Wallonne 3. - Flandriai körverseny 7. - Rund um den Henninger Turm 8. - Párizs–Roubaix 9., összetettben - Giro d’Italia 1., 12. szakasz 1., 14. szakasz 1968 1., összetettben - Giro d’Italia 1., 1. szakasz 1., 8. szakasz 1., 12. szakasz 1. - Párizs–Roubaix 3. - Giro di Lombardia 8. - De Brabantse Pijl 9. - Flandriai körverseny 1969 1., összetettben - Tour de France 1., pontverseny 1., hegyi összetett 1., 6. szakasz 1., 8. szakasz 1., 11. szakasz 1., 15. szakasz - Egyéni időfutam 1., 17. szakasz 1., 22. szakasz - Egyéni időfutam 1., összetettben - Giro d’Italia 1., 3. szakasz 1., 4. szakasz - Egyéni időfutam 1., 7. szakasz 1., 15. szakasz - Egyéni időfutam 1., összetettben - Párizs–Nizza 1. - Liège–Bastogne–Liège 1. - Milánó–San Remo 1. - Flandriai körverseny 2. - Trofeo Laigueglia 2. - Párizs–Roubaix 3. - Amstel Gold Race 5. - La Flèche Wallonne 1970 1., összetettben - Tour de France 1., Prológ 1., 7/a szakasz 1., 10. szakasz 1., 11. szakasz - Egyéni időfutam 1., 12. szakasz 1., 14. szakasz 1., 20. szakasz - Egyéni időfutam 1., 23. szakasz - Egyéni időfutam 1., összetettben - Giro d’Italia 1., 2. szakasz 1., 7. szakasz 1., 9. szakasz - Egyéni időfutam 1., összetettben - Párizs–Nizza 1. - Párizs–Roubaix 1. - La Flèche Wallonne 3. - Flandriai körverseny 7. - Omloop Het Volk 8. - Amstel Gold Race 8. - Rund um den Henninger Turm | 1971 1., Országútikerékpár-világbajnokság - Férfi mezőnyverseny 1., összetettben - Tour de France 1., pontverseny 1., 2. szakasz 1., 13. szakasz 1., 17. szakasz 1., 20. szakasz 1., összetettben - Párizs–Nizza 1. - Liège–Bastogne–Liège 1. - Milánó–San Remo 1. - Giro di Lombardia 1. - Omloop Het Volk 1. - Rund um den Henninger Turm 1. - G.P. Camaiore 2. - De Brabantse Pijl 3. - E3 Prijs Vlaanderen 4. - Trofeo Laigueglia 5. - Párizs–Roubaix 1972 1., összetettben - Tour de France 1., pontverseny 1., Prológ 1., 5/a szakasz - Egyéni időfutam 1., 8. szakasz 1., 13. szakasz 1., 14/a szakasz 1., 20/a szakasz - Egyéni időfutam 1., összetettben - Giro d’Italia 1., 12. szakasz - Egyéni időfutam 1., 14. szakasz 1., 16. szakasz 1., 19. szakasz - Egyéni időfutam 1. - Milánó–San Remo 1. - Giro di Lombardia 1. - La Flèche Wallonne 1.- De Brabantse Pijl 2., összetettben - Párizs–Nizza 2. - Trofeo Laigueglia 2. - E3 Prijs Vlaanderen 2. - Rund um den Henninger Turm 3. - Omloop Het Volk 7. - Párizs–Roubaix 7. - Flandriai körverseny 1973 1., összetettben - Giro d’Italia 1., Prológ 1., 1. szakasz 1., 4. szakasz 1., 8. szakasz 1., 10. szakasz 1., 18. szakasz 1., összetettben - Vuelta ciclista a España 1., Prológ 1., 6/b. szakasz 1., 8. szakasz 1., 15/b szakasz 1., 16. szakasz 1., 17/b szakasz 1. - Párizs–Roubaix 1. - Liège–Bastogne–Liège 1. - Trofeo Laigueglia 1. - Omloop Het Volk 1. - Amstel Gold Race 2. - La Flèche Wallonne 3., összetettben - Párizs–Nizza 3. - Flandriai körverseny | 1974 1., Országútikerékpár-világbajnokság - Férfi mezőnyverseny 1., összetettben - Tour de France 1., Prológ 1., 7. szakasz 1., 9. szakasz 1., 10. szakasz 1., 15. szakasz 1., 19. szakasz 1., 21/a szakasz 1., 22. szakasz 1., összetettben - Giro d’Italia 1., 12. szakasz - Egyéni időfutam 1., 21. szakasz 1. - Trofeo Laigueglia 2. - Giro di Lombardia 2. - Rund um den Henninger Turm 3., összetettben - Párizs–Nizza 3. - Flandriai körverseny 4. - Párizs–Roubaix 6. - Omloop Het Volk 1975 1. - Milánó–San Remo 1. - Flandriai körverseny 1. - Liège–Bastogne–Liège 1. - Amstel Gold Race 2., összetettben - Tour de France 1., 6. szakasz - Egyéni időfutam 1., 9. szakasz - Egyéni időfutam 2., összetettben - Párizs–Nizza 2. - Párizs–Roubaix 3. - La Flèche Wallonne 6. - Omloop Het Volk 7. - Rund um den Henninger Turm 1976 1. - Milánó–San Remo 2., összetettben - Tirreno–Adriatico 2. - De Brabantse Pijl 3. - La Flèche Wallonne 6. - Párizs–Roubaix 6. - Liège–Bastogne–Liège 7. - Rund um den Henninger Turm 8., összetettben - Giro d’Italia 1977 5. - Omloop Het Volk 6., összetettben - Tour de France 6. - Liège–Bastogne–Liège 9. - Amstel Gold Race |

## Grand Tour eredményei
| Grand Tour | 1967 | 1968 | 1969     | 1970 | 1971 | 1972 | 1973 | 1974 | 1975 | 1976 | 1977 |
| ---------- | ---- | ---- | -------- | ---- | ---- | ---- | ---- | ---- | ---- | ---- | ---- |
| Giro       | 9.   | 1.   | kizárták | 1.   | -    | 1.   | 1.   | 1.   | -    | 8.   | -    |
| Tour       | -    | -    | 1.       | 1.   | 1.   | 1.   | -    | 1.   | 2.   | -    | 6.   |
| Vuelta     | -    | -    | -        | -    | -    | -    | 1.   | -    | -    | -    | -    |